# Walentin Alexandrowitsch Berlinski
Walentin Alexandrowitsch Berlinski (auch: Walentin Berlinskij; russisch Валентин Александрович Берлинский; * 19. Januar 1925 in Irkutsk; † 15. Dezember 2008 in Moskau) war ein russischer Cellist und Gründungsmitglied des Borodin-Quartetts.

## Leben
Seine Ausbildung begann er unter der Anleitung seines Vaters, bevor er in Moskau in der Zentralen Musikschule in der Klasse von E. M. Gendlin studieren konnte. Ab 1947 besuchte er das Moskauer Konservatorium und im Jahre 1952 wurde er Anwärter/Aspirant am Staatlichen Musikpädagogischen Institut, dem Gnessin-Institut Moskau. Hier besuchte er die Violoncello-Klasse unter S. M. Kosolubow. Seit 1970 lehrte er an der Russischen Akademie für Musik in den Bereichen Violoncello und Kammerensemble. Dort wurde er 1980 Professor. Er spielte in verschiedenen in- und ausländischen Streicher-Quartetten, so zum Beispiel im Moz-Art-Quartett in Saratow.
Berlinski wurde 2006 Offizier der Ehrenlegion Frankreichs. Er wurde ferner 1974 zum Volkskünstler der RSFSR ernannt und erhielt 1986 den Staatspreis der UdSSR. Das Russland nach der Wende ehrte ihn im Jahre 2000 mit dem Verdienstorden für das Vaterland IV. Klasse. 1968 erhielt das gesamte Borodin-Quartett den Glinka Staatspreis der RSFSR.
Berlinski war über 60 Jahre lang bis 2007 Cellist und Leiter des Borodin-Quartetts, das er 1945 an der Moskauer Philharmonie gegründet hatte.

## CD
- Borodin-Quartett, Ludwig van Beethoven, Sämtliche Streichquartette, Chandos 8 CDs